# Catedral de la Asunción (Majachkalá)
La Catedral de la Asunción (en ruso: Успенский кафедральный собор; antes de 1945 llamada Iglesia del Icono de Mozdok de la Madre de Dios es una catedral ortodoxa rusa ubicada en la ciudad de Majachkalá, capital de la República Rusa de Daguestán. Es la sede de la Diócesis de Majachkalá.

## Historia
La primera iglesia en ese sitio fue construida en 1890, estaba hecha de madera y fue construida a expensas de los residentes del asentamiento de la estación de Petrovsk-Kavkazsky (ahora Majachkalá).
En 1905, el emperador Nicolás II asignó 1,000 rublos para la construcción de una iglesia de piedra. La construcción se completó un año después, el 25 de febrero de 1906. La iglesia fue consagrada en honor de la Virgen de Iver, la patrona del Cáucaso.
El primer rector de la iglesia fue Afanasi Alíbekov, quien participó activamente en la construcción del templo. Recaudó dinero de los feligreses para la construcción y supervisó el trabajo de los albañiles armenios que erigieron las paredes de la iglesia.
Después de la Revolución Rusa, la iglesia fue cerrada. Sus instalaciones albergaron un almacén y una tienda en los años posteriores. Los servicios religiosos se reanudaron hasta 1943, ese mismo año fue consagrada en honor a la fiesta de la Asunción de la Virgen María.
En 1969, con la bendición del patriarca Alejo I, el iconostasio fue trasladado a la iglesia desde la Iglesia del Santo Arcángel Gabriel, en Moscú.
En 1988, el edificio de la iglesia a recibir el estatus de monumento de importancia local, quedando bajo protección del estado.

## Período moderno
Con la emigración de la población de habla rusa de Daguestán, ha habido una disminución significativa en el número de feligreses y un aumento en la población musulmana. El 2 de junio de 2000, el templo recibió el estatus de catedral. En 2004, para ampliar el área de la catedral, se le añadió una pareclesión, consagrada en honor a San Alejandro Nevski.
En 2005, por decisión del jefe de la administración de Majachkalá, comenzó la restauración de la catedral. Se repintaron la bóveda y las paredes de la catedral, también se restauró el iconostasio.
En 2012 se convirtió en la sede de la Diócesis de Makhachkala.

## Reliquias
El 13 de enero de 2014, el Monasterio de San Pablo en el Monte Athos entregó copias de los Regalos de los Reyes Magos a la catedral.